# Francis Ventris
 (février 2021).
Si vous disposez d'ouvrages ou d'articles de référence ou si vous connaissez des sites web de qualité traitant du thème abordé ici, merci de compléter l'article en donnant les références utiles à sa vérifiabilité et en les liant à la section « Notes et références ».
Francis Ventris (1857-1929) est un général britannique de la Première Guerre mondiale.

## Biographie
Francis Ventris a grandi à Newport (Shropshire). Il débute dans l'infanterie en 1875. Il devient adjudant en 1880.
En 1895, il est envoyé en Inde britannique, où il y servira jusqu'en 1902. En 1903, il devient brigadier et est envoyé au nord de la Chine. Il prend sa retraite en 1909 mais est repris en 1914 durant la Première Guerre mondiale.
En 1915, il est nommé commandant des forces britanniques en Chine. Il y restera jusqu'en 1921.